# Fredia tchahbaharia
Fredia tchahbaharia là một loài bướm đêm trong họ Crambidae.